# Anas Ahmed Nabih El-Fiqqi
Anas Ahmed Nabih El-Fiqqi (arabisch أنس أحمد نبيه الفقي, DMG Anas Aḥmad Nabīh al-Fiqqī; * 1. Oktober 1960 in Kairo, al-Gharbiyya) ist ein ägyptischer Politiker.

## Leben
Anas Ahmed Nabih El-Fiqqi studierte bis 1983 Betriebswirtschaft an der Universität Kairo, anschließend widmete er sich dem Vertrieb von Büchern, verlegte solche ab 1987 und vermittelte Übersetzungsdienstleistungen.  Er ist ein enger Freund von Gamal Mubarak. Im Januar 2004 wurde er Leiter der General Organization for Cultural Palaces, wo er moderne Technologie einführte anschließend löste er Ali El Deen Hilal Dessouki im Amt des Jugend- und Sportministers ab. Bei einer Umbildung des Kabinett Nazif am 15. Februar 2005 kam Anas Ahmed Nabih El-Fiqqi auf dem Stuhl des Informationsministers zu sitzen. Als Leiter des Informationsministeriums kündigte er an, diese Behörde überflüssig zu machen und die meisten Kontrollfunktionen einer Behörde, die nach der erfolgreichen Telekommunikationsaufsichtsbehörde nachgebildet wird, zu übertragen. Im Weiteren schlug er vor, alle ägyptischen Radio- und Fernsehanstalten mit Ausnahme von Channel 1, Channel 2 und Nile TV zu privatisieren.
Als im November 2009 Busse der algerischen Fußballnationalmannschaft nach Verlassen des Geländes des Flughafens von Kairo mit Steinen beworfen wurden und drei algerische Nationalspieler verletzt wurden, erklärte El-Fiqqi im ägyptischen Fernsehen, dass es sich bei Algeriern um barbarische Menschen handelt, die ihre Werte durch Gewalt demonstrieren.
Im Rahmen der Revolution in Ägypten 2011 wurde El-Fiqqi am 12. Februar 2011 vom Obersten Rat der Streitkräfte wegen des Verdachts der Korruption unter Hausarrest gestellt und trat von seinem Ministeramt zurück. Er wurde angeklagt um am 28. September 2011 wegen Korruption zu sieben Jahren Haft verurteilt. Gemeinsam mit ihm verurteilte das Gericht den ehemaligen Vorsitzenden des staatlichen Fernsehens, Usama el-Sheikh zu fünf Jahren Gefängnis.